# ایدئالیسم

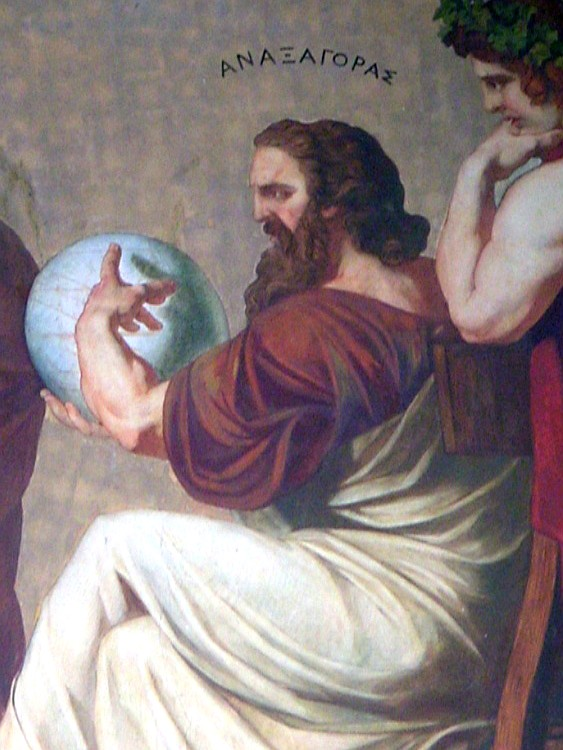
آناکساگوراس

ایدئالیسم یا آرمان‌گرایی (به آلمانی: Idealismus) یا مینوگروی نام مجموعه‌ای از دیدگاه‌های فلسفی با این مدّعاست که ایده‌ها موضوع حقیقی معرفت هستند؛ ایده‌ها بر اشیا مقدم‌اند و این ایده‌ها هستند که امکانِ بودن را برای اشیا فراهم می‌کنند. بر مبنای این دیدگاه، ایده‌ها، هم از نظر معرفت‌شناختی و هم از نظر متافیزیکی اولویت دارند و واقعیت خارجی، آنچنان‌که ما درک می‌کنیم، منعکس‌کننده فرایندهای ذهنی است. ایدئالیسم مدّعی نیست ذهن خالق ماده یا جهان مادی است. همچنین این دیدگاه، «فکر» را با «متعَلَّق فکر» یکی در نظر نمی‌گیرد، بلکه مدعی است جهان خارج را تنها با توسل به فرایند ایده‌ها می‌توان درک کرد.
ایدئالیسم نقطهٔ مقابل رئالیسم (واقع گرایی یا اصل اصالت واقع) است که معتقدست برای شناخت حقیقت جهان بیرون، چندان نمی‌توان به ذهن انسان متّکی بود.
با اصطلاحات فلسفهٔ صدرایی ایدئالیسم یعنی، برای عاقل تنها معقول بالذات یا نفس‌الأمر دارای تأصل است، زیرا علم به عالم خارج، جز از مجرای معقول بالذات ممکن نیست و عالم خارج، از این حیث که معقول بالعرض است، متعَلَّق معرفت انسانی قرار نمی‌گیرد.

## گونه‌های ایدئالیسم

### ایدئالیسم در دوران باستان
اگر این جهان زیباست، پس بی‌گمان در ایجاد جهان آنچه را سرمدی است سرمشق قرار داده.— افلاطون، تیمائوس ۲۹

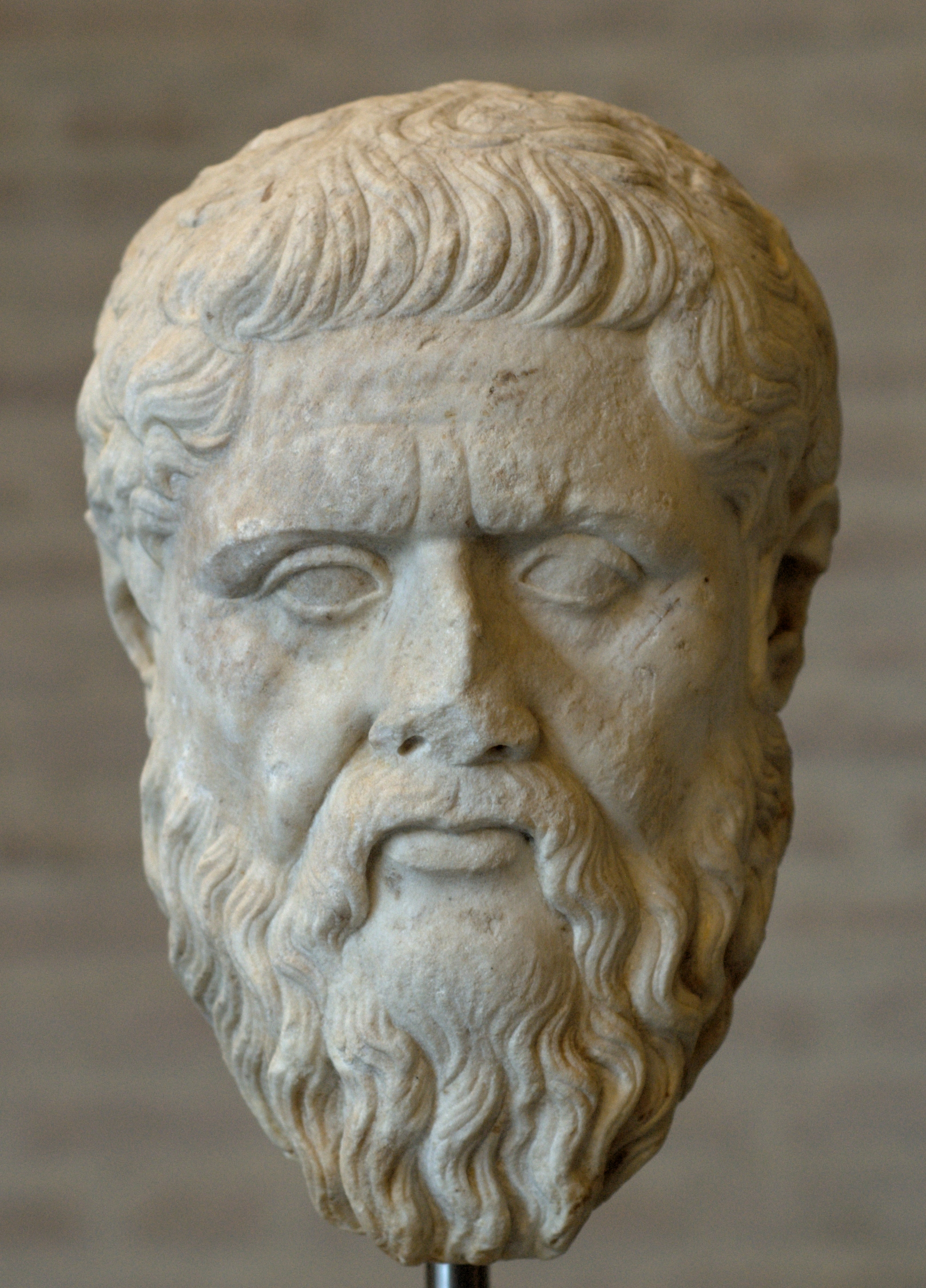

تئودور گمپرتس در اثر خود با عنوان متفکران یونان نظریهٔ پارمنیدس را قوی‌ترین سلاح در دست ماتریالیست‌های باستان می‌داند در حالی که خودِ نظریه ماده‌گرا نیست و از سوی دیگر از ستایش افلاطون، که بزرگ‌ترین مخالف ماده‌گرایی بود، از وی به عنوان «محترم‌ترین فیلسوفان پیش از وی» یاد می‌کند.
نظریهٔ او (پارمنیدس) در دامن خود، دو برادر پرورده‌است که دشمن یک‌دیگرند، مذهب اصالت ماده و مذهب اصالت روح، این دو ضد آشتی‌ناپذیر در حوزهٔ مابعدالطبیعه، از ریشهٔ واحدی سر بر زده‌اند یعنی مفهوم دقیق جوهر، که گرچه ابداع فیلسوفان الئایی (پارمنیدس و پیروانش) نیست ولی به دست آنان از نظریهٔ مادهٔ نخستین بدرآورده شده و عرضه گردیده‌است.— تئودور گمپرتس، متفکران یونان
فردریک کاپلستون مخالف این مقوله بود. وی می‌گوید: به نظر می‌رسد که بورنت بر حق باشد وقتی می‌گوید پارمنیدس بر خلاف آنچه بعضی گفته‌اند پدر ایدئالیسم نیست. بر عکس تمام ماتریالیسم بر نظریه او دربارهٔ واقعیت متکی است؛ بنابراین به عنوان یک حقیقت تاریخی به نظر می‌رسد که پارمنیدس مادی مذهب بود و نه چیز دیگر. البته به نقل از پروفسور استیس گفته می‌شود که این امر مانع آن نمی‌شود که در فلسفه پارمنیدس تناقض غیرقابل رفعی وجود داشته باشد، به‌طوری که اگر چه یک ماتریالیست است، فکرش شامل نطفه‌های ایدئالیسم نیز هست. در جای دیگری از کاپلستون می‌خوانیم که وسوسه سخن گفتن از پارمنیدس به عنوان کسی که گویی خود یک ایدئالیست بوده مردود است. زیرا در نظر وی واحد حسی و مادی بوده‌است و نشان دادن وی به صورت یک ایدئالیست عینی قرن نوزدهم به منزله ارتکاب یک اشتباه تاریخی است. اگر پارمنیدس واحد را فکر قائم به خود معرفی کرده بود، بعید بود که افلاطون و ارسطو از ابن امر گزارشی ندهند، و سقراط آناکساگوراس را با اندیشه و مفهوم او از عقل یا نوس، نخستین فیلسوف هوشیار نمیافت.
در واقع این آناکساگوراس بود که با به‌کارگیری نوس ایدئالیسم را پایه‌گذاری کرد اما نتوانست مفهومی غیر مادی و غیر جسمانی برای آن بیان کند.
اولین فردی که با دیدگاه ایدئالیسم به عنوان پدر ایدئالیسم شناخته می‌شود افلاطون است.

### ایدئالیسم آلمانی
رستاخیز ایدئالیسم با کانت و در آثار وی روی می‌دهد. در تاریخ فلسفه دورانی را که با کانت آغاز و با فیشته، شلینگ، و هگل ادامه می‌یابد، ایدئالیسم آلمانی می‌نامند. ایدئالیسم آلمانی را، از آن رو که واکنشی در برابر چالش پیش‌آمده از انقلاب فرانسه، و به منظور تجدید سازمان دولت و جامعه بر یک پایهٔ معقول، برای سازگاری نهادهای سیاسی و اجتماعی با آزادی و مصلحت فرد بود، نظریهٔ انقلاب فرانسه نامیده‌اند. ایدئالیسم آلمانی در تعالیم هگل اوج گرفت، هگل دستگاه فلسفی خود را دربرگیرندهٔ دستاوردهای ایدئالیسم آلمانی و به اصطلاح خود او نتیجهٔ دیالکتیکی تمامی منازل ایدئالیسم آلمانی می‌داند. از نظر هگل فیشته نمایندهٔ ایدئالیسم درون‌ذات، نمایندهٔ تضاد جاودانهٔ من و جز-من است. شلینگ نمایندهٔ ایدئالیسم برون‌ذات است، یعنی پذیرش همانی من و جز-من در مطلق، و خود وی نمایندهٔ ایدئالیسم مطلق است.
از نظر فلسفهٔ سیاسی ایدئالیسم آلمانی بیانگر این اعتقاد بود که نهادهای اجتماعی و سیاسی باید هماهنگ با تحول آزادانهٔ فرد باشند.

### گوتفرید لایبنیتس
سیستمِ گوتفرید لایبنیتس (به آلمانی: Gottfried Wilhelm Leibniz) اصالت معنی (Idealism) است، زیرا که بر حسب آن جز (مناد) و ادراک مونادها چیزی وجود ندارد، و اشیاء فقط تصورات است؛ و اصالت تصور مطلق نیست، برای این که افزون بر صور، جوهرهای روحی و منادها و اصالت ادراک مطرح هست.
ایدئالیسم استعلایی
ایدئالیسم مصطلح من نوع کاملاً بخصوصی است … [که] آن را … ایدئالیسم انتقادی می‌نامم.— ایمانوئل کانت، تمهیدات

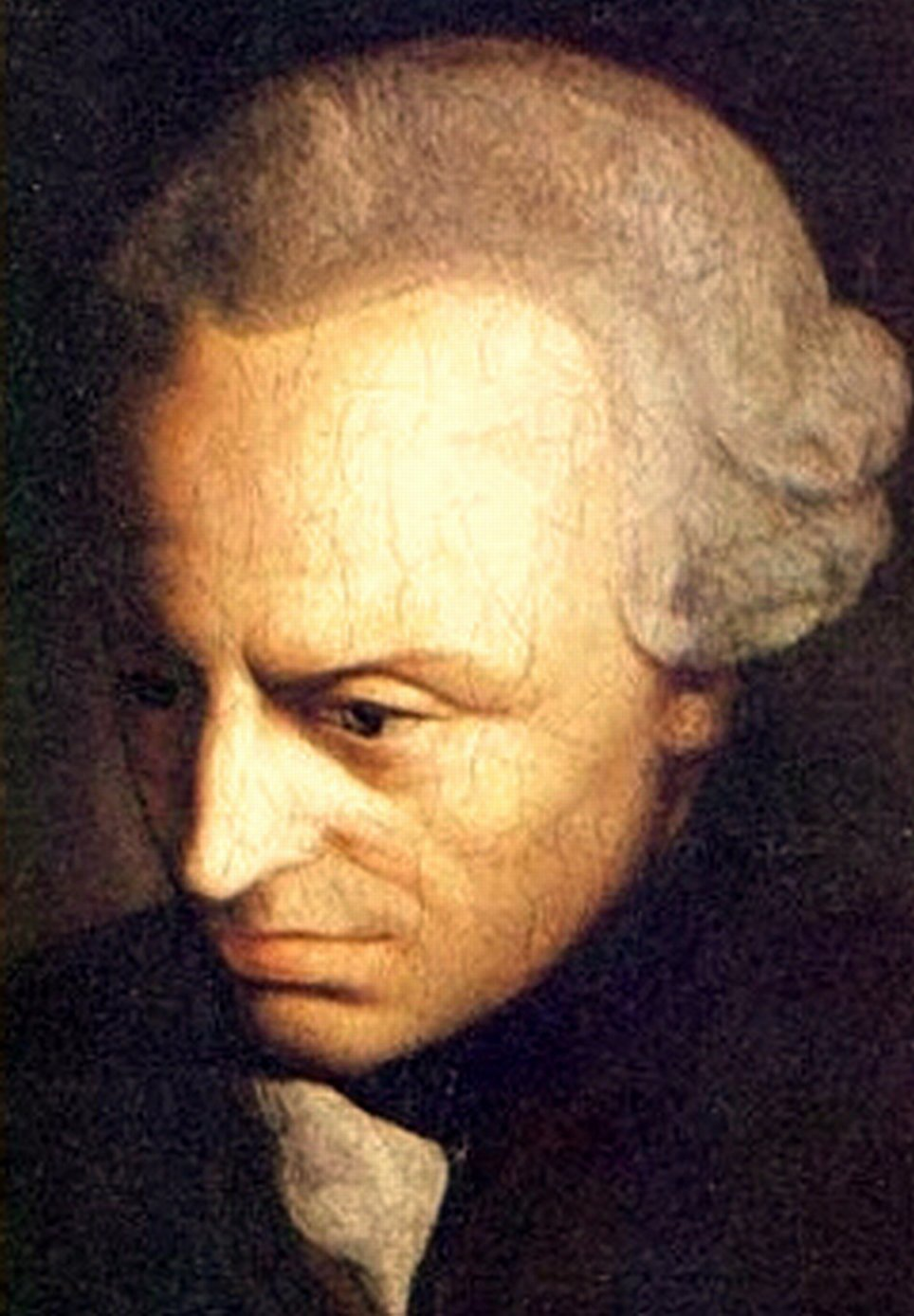

کانت بنیانگذار گونه‌ای از ایدئالیسم است که آن را «ایدئالیسم استعلایی (فراباشنده، ترافرازنده)» می‌نامد.
من از ایدئالیسم استعلاییِ همهٔ پدیدارها این را می‌فهمم که طبق آن ما همهٔ پدیدارها را چونان تصورات محض می‌نگریم، و نه چونان اشیاءفی‌نفسه؛ و بر طبق آن، زمان و مکان فقط صورت‌های حسی احساسات ما هستند، نه تعیّناتی که لنفسه داده شده باشند، یا شرط‌های متعلَّق‌هایی که چونان اشیاءفی‌نفسه باشند.— کانت، سنجش خرد ناب، الف ۳۶۹

کانت در توضیح تفاوت ایدئالیسم خود با ایدئالیسم برکلی توضیح می‌دهد: 
سخن همهٔ ایدئالیست‌های واقعی، از فیلسوفان الئائی تا اسقف برکلی در این عبارت خلاصه می‌شود که: «هر شناختی که از حس و تجربه حاصل شود جز توهم هیچ نیست و حقیقت، تنها در تصورات فاهمهٔ محض و عقل است.»— کانت، تمهیدات

و می‌افزاید: 
بر خلاف این سخن، اصلی که حاکم بر سراسر ایدئالیسم من و تعیین‌کنندهٔ آن است این است که: «هر شناختی که دربارهٔ اشیاء صرفاً از فاهمهٔ محض یا عقل محض حاصل شود جز توهم هیچ نیست و حقیقت فقط در تجربه است.»— کانت، تمهیدات

### ایدئالیسم مطلق
فلسفه یا ایدئالیسم است یا اصلاً فلسفه نیست.— گئورگ هگل

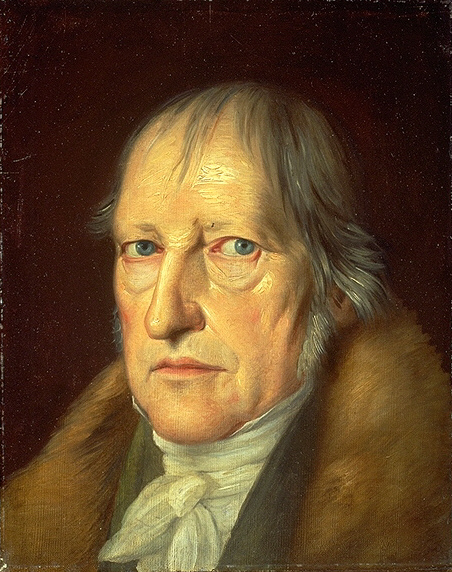

از نظر هگل، هر فلسفه‌ای ذاتاً ایدئالیسم است.
وظیفهٔ فلسفه این است که وحدت اندیشه و هستی، که مفهوم بنیادی فلسفه است، خود موضوع [پژوهش] قرار گیرد و ادراک گردد؛ یعنی ذاتی‌ترین خصلت ضرورت که معقول است دریافته شود.— هگل، سخن‌رانی‌هایی در تاریخ فلسفه، ج ۳، آغاز بخش ۳

### ایدئالیسم اشکالی
... این قضیهٔ «من هستم»، هربار که آن را بر زبان آورم یا در ذهن تصور کنم، بالضروره صادق است.— رُنه دکارت، تأمّلات

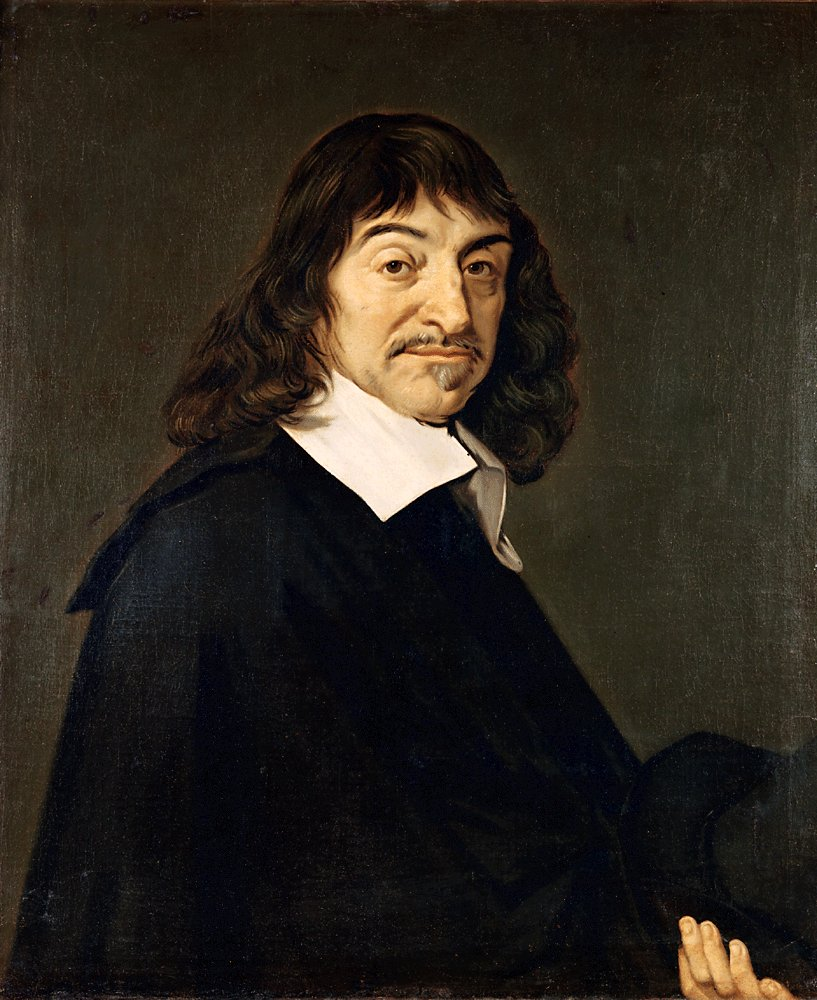

نظریهٔ دکارت که وجود اعیان خارج (برابرایستاها) در مکان بیرون از ما را صرفاً گمانیک (مشکوک) و اثبات‌ناپذیر اعلام می‌دارد.
[او] فقط یک حکم تجربی واحد را بی‌چون-و-چرا می‌شمارد: «من هستم.»— کانت، سنجش خرد ناب، ص. ۳۳۱

### ایدئالیسم جزمی
... هیچ جوهری غیر از روح یعنی آنچه ادراک می‌کند وجود ندارد.— جرج برکلی، رساله در علم انسانی

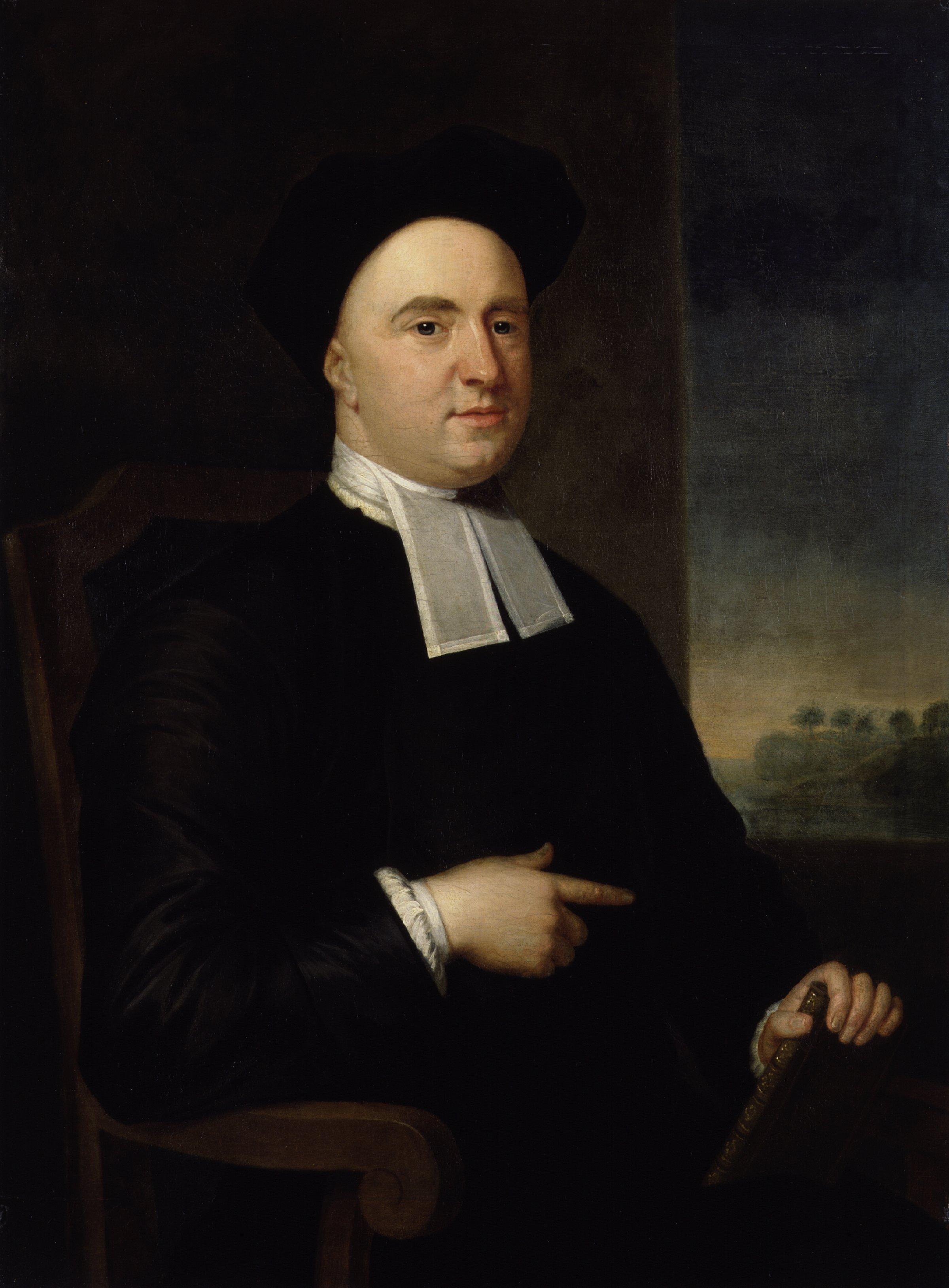

نظریهٔ برکلی که وجود اعیان خارج (برابرایستاها) در مکان بیرون از ما را کاذب و ناممکن (ناتوانستنی) اعلام داشته.
[او] مکان را با همهٔ شیءهایی که چونان شرطی ناگسستنی بدان‌ها پیوسته‌است، به منزلهٔ چیزی که فی‌نفسه ناممکن است اعلام می‌دارد، و بدین سبب شیءها را در مکان نیز همچون انگارش‌های محض می‌شمارد.— کانت، سنجش خرد ناب ص. ۳۳۱

## ایدئالیسم در سدهٔ بیستم
لئون برونشویگ به نحوی جزمی اصل بنیادی ایدئالیسم را در نظریهٔ شناخت مطرح می‌کند:
شناخت جهانی را می‌سازد که برای ما تنها جهان است. آن‌سوی هیچ نیست. چیزی در آن‌سوی شناخت بنابرتعریف دست‌نیافتنی و تعیین‌ناپذیر است؛ یعنی برای ما برابر است با هیچ.— برونشویگ

## جستاهای وابسته
- ضد ایدئالیسم
- دکارت‌گرایی
- فلسفه هگل
- اخلاق کانتی

## واژه‌نامه
1. ↑  Ιδεαλισμός
2. ↑  mēnōg [mynwḵ | M mynwg | N mīnō] spiritual, heavenly; spirit. (MacKenzie, David Niel (1971). A Concise Pahlavi Dictionary (به انگلیسی). Oxford University Press. p. 55.)
3. ↑  Theodor Gomperz
4. ↑  Παρμενίδης
5. ↑  Πλάτων
6. ↑  Frederick Charles Copleston
7. ↑  Nous
8. ↑  sober
9. ↑  Immanuel Kant
10. ↑  Johann Gottlieb Fichte
11. ↑  Friedrich Wilhelm Joseph Schelling
12. ↑  Georg Wilhelm Friedrich Hegel
13. ↑  Deutscher Idealismus
14. ↑  Subjektiver Idealismus
15. ↑  Objektiver Idealismus
16. ↑  Absoluter Idealismus
17. ↑  Transzendentaler Idealismus
18. ↑  George Berkeley
19. ↑  René Descartes
20. ↑  Gegenstände
21. ↑  Léon Brunschvicg